# 徳岡昌克
徳岡 昌克（とくおか まさかつ、1930年 - 2019年6月26日）は、日本の建築家、徳岡昌克建築設計事務所主宰。

## 経歴
横浜市生まれ。

1951年（昭和26年）、京都工業専門学校(現 京都工芸繊維大学）建築科卒。同年、竹中工務店大阪本店設計部入社。

1965年（昭和40年）から1967年（昭和42年）、同社を休職し、ワシントンD.C.ムーマ建築事務所･シカゴ C.F.マーフィー建築事務所(現 マーフィー･ヤーン建築事務所)勤務。

1967年（昭和42年）から竹中工務店大阪本店設計部に復職。1968年（昭和43年）から1983年（昭和58年）まで同社の大阪本店設計課長･副部長･九州支店設計部長･大阪本店設計部副部長のほか、京都工芸繊維大学の非常勤講師を歴任。

1983年（昭和58年）、徳岡昌克建築設計事務所創設。1988年（昭和63年）、株式会社徳岡昌克建築設計事務所に改組。

## 主な作品
- 1977	沖縄市民会館　（JIA25年賞）
- 1982	稲沢市荻須記念美術館　（第26回BCS賞、JIA25年賞）
- 1989	志賀町民センター　（第26回BCS賞、第3回公共建築賞優秀賞、JIA25年賞）
- 1993	神戸市立小磯記念美術館　（第18回hiroba作品賞入選）
- 1994	大阪府営高槻城東住宅　（第39回大阪建築コンクール特選（知事賞））
- 1996	新旭町役場
- 1997	碓井町立碓井琴平文化館
- 1998	田川市文化エリア　（第6回福岡県建築住宅文化賞大賞、公共建築百選）
- 2000	小石原伝統産業会館　（第12回福岡県建築住宅文化賞優秀賞、第25回建築士事務所全国大会建築作品表彰　建設大臣賞）
- 2004	ベルデ石切（高齢者向け優良賃貸住宅）(大阪・心ふれあうまちづくり賞大阪府知事特別賞)

## 著者
- 徳岡昌克『建築-生き様のデザイン』徳岡昌克建築設計事務所、1998年11月1日。ISBN 978-4395510641。 NCID BA39227121。
- 徳岡昌克『建築-ゆずり葉のデザイン』日刊建設工業新聞社、2003年5月1日。ISBN 978-4782403051。 NCID BA61936378。
- 徳岡昌克『建築-風土とデザイン』建築資料研究社、2008年5月1日。ISBN 978-4874609873。 NCID BA86006478。